# Jean Lawless
Jean C. Lawless (* um 1930, verheiratete Jean Sharkey) ist eine irische Badmintonspielerin. 

## Karriere
Jean Lawless wurde 1952 erstmals nationale Meisterin in Irland. Fünf weitere Titelgewinne folgten bis 1958. 1952 siegte sie im Damendoppel und im Dameneinzel bei den Irish Open.

## Sportliche Erfolge
| Saison | Veranstaltung                 | Disziplin   | Platz | Name                            |
| ------ | ----------------------------- | ----------- | ----- | ------------------------------- |
| 1952   | Irish Open                    | Damendoppel | 1     | Jean Lawless / Barbara J. Good  |
| 1952   | Irish Open                    | Dameneinzel | 1     | Jean Lawless                    |
| 1952   | Irland: Einzelmeisterschaften | Dameneinzel | 1     | Jean Lawless                    |
| 1953   | Irland: Einzelmeisterschaften | Damendoppel | 1     | B. I. Donaldson / Jean Lawless  |
| 1955   | Irland: Einzelmeisterschaften | Damendoppel | 1     | B. I. Donaldson / Jean Lawless  |
| 1956   | Irland: Einzelmeisterschaften | Mixed       | 1     | Desmond Lacey / Jean Lawless    |
| 1956   | Irland: Einzelmeisterschaften | Damendoppel | 1     | B. I. Donaldson / Jean Lawless  |
| 1958   | Irland: Einzelmeisterschaften | Mixed       | 1     | George Henderson / Jean Sharkey |